# 孫儉
孫儉（生卒年不详），字仲节，扬州吴郡富春（今浙江省杭州市富阳区）人。是西晋的大臣，曾官至给事中。本是东吴宗室，后其父孙秀降晋，成为西晋大臣。

## 家庭
- 高祖父：武烈皇帝孙堅
- 曾祖父：孙匡
- 祖父：孙泰
- 父亲：孙秀
- 孙：孙晷